# 西有田信号場

構内配線図
（A：三河内方、B：有田方）

西有田信号場（にしありたしんごうじょう）は、佐賀県西松浦郡有田町原明にある、九州旅客鉄道（JR九州）佐世保線の信号場。

## 歴史
- 1979年（昭和54年）3月30日：日本国有鉄道が開設[1]。
- 1987年（昭和62年）4月1日：国鉄分割民営化により、九州旅客鉄道（JR九州）に継承[1]。

## 開設の背景
長崎本線・佐世保線電化に伴い、1976年から「かもめ」・「みどり」が国鉄初の分割併合を行う特急電車として485系電車により小倉駅・博多駅 - 長崎駅・佐世保駅間で運転されることとなった。しかし、当時は佐世保線（単線）内の対向列車離合に伴う編成運用上の制約により、「みどり」のうち1往復は佐世保線に乗り入れず、肥前山口駅で博多駅方面に折り返すダイヤとなっていた。この隘路を解消するため、国鉄が1979年に当信号場を開設して有田駅 - 早岐駅間でも対向列車の離合を可能とした結果、すべての「みどり」は小倉駅・博多駅 - 佐世保駅間で運転されるようになった。
なお、その後のダイヤの見直しや「かもめ」・「みどり」の分離運転、885系電車による白い「かもめ」の導入といった情勢の変化により、2018年3月ダイヤ改正時点では定期列車で当信号場での行き違いを行うのは1日3回のみ（普通列車同士2回と、「みどり25号」・「みどり32号」の行き違い）となっている。ただし臨時列車が走る場合は大半の列車が当信号場で行き違いを行う。

## 構造
2線を有する単線行き違い型の信号場である。見た目は一線スルー構造だが、全列車とも進行方向左側の線路を使用し、佐世保方面の列車は分岐器通過のため、前後で減速する。

## 周辺
すぐそばを国道が通っている。国道35号と国道202号の分岐点にあたる伊万里口交差点があり、交差点と同名の西肥自動車（西肥バス）のバス停留所がある。
- 国道35号
- 国道202号
- セブン-イレブン佐賀西有田店

## その他
- 松浦鉄道には同社への転換後に開業した西有田駅があるが、こちらは旧西有田町役場（現有田町役場）近くに設けられており、当信号場とはかなりの距離がある。

## 隣の駅
九州旅客鉄道（JR九州）
■佐世保線
有田駅 - （西有田信号場） - 三河内駅